# Euphorbia berorohae
Euphorbia berorohae är en törelväxtart som beskrevs av Werner Rauh och Hofstätter. Euphorbia berorohae ingår i släktet törlar, och familjen törelväxter. IUCN kategoriserar arten globalt som akut hotad. Inga underarter finns listade i Catalogue of Life.